# 치싱관구

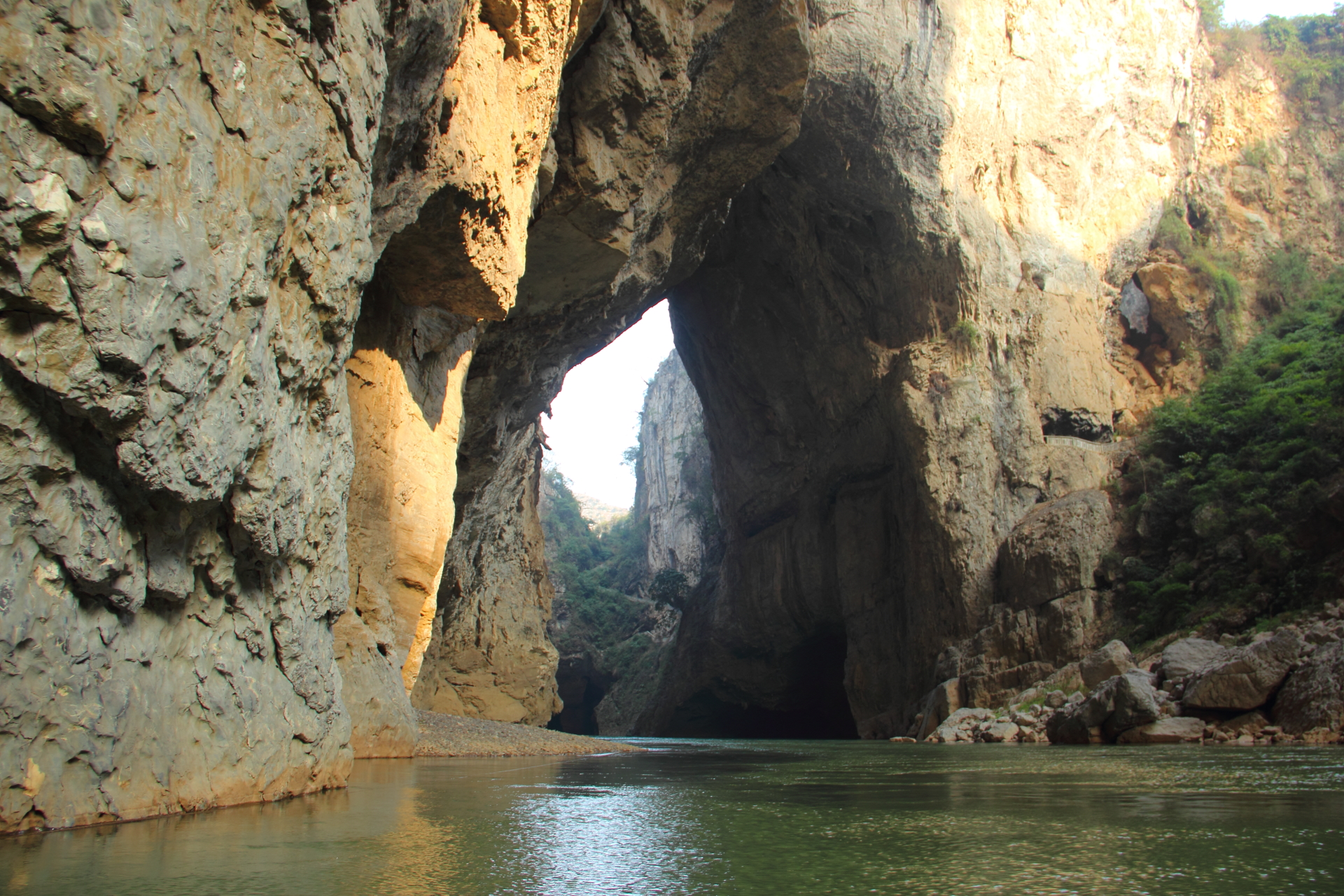

치싱관구(한국어: 칠성관구, 중국어: 七星关区, 병음: Qīxīngguān Qū)는 중화인민공화국 구이저우성 비제 시의 시할구이다. 넓이는 3412km2이고, 인구는 2007년 기준으로 1,360,000명이다.
이전 명칭은 비제 시(한국어: 필절시, 중국어: 毕节市, 병음: Bìjié Shì)이다. 2011년 지급시로서의 비제 시의 설치와 함께 치싱관 구로 개편되었다

## 행정 구역
6개 가도, 27개 진, 2개 향, 6개 민족향을 관할한다.
- 가도: 市西街道, 市东街道, 三板桥街道, 流仓桥街道, 大新桥街道, 观音桥街道.
- 진: 鸭池镇, 梨树镇, 岔河镇, 朱昌镇, 田坝镇, 长春堡镇, 撒拉溪镇, 杨家湾镇, 放珠镇, 青场镇, 水箐镇, 何官屯镇, 对坡镇, 大银镇, 林口镇, 生机镇, 清水铺镇, 亮岩镇, 燕子口镇, 八寨镇, 田坝桥镇, 海子街镇, 小坝镇, 层台镇, 小吉场镇, 普宜镇, 龙场营镇.
- 향: 野角乡, 大河乡.
- 민족향: 千溪彝族苗族白族乡, 阴底彝族苗族白族乡, 团结彝族苗族乡, 阿市苗族彝族乡, 大屯彝族乡, 田坎彝族乡.